# Mezzo (grafikus felhasználói felület)

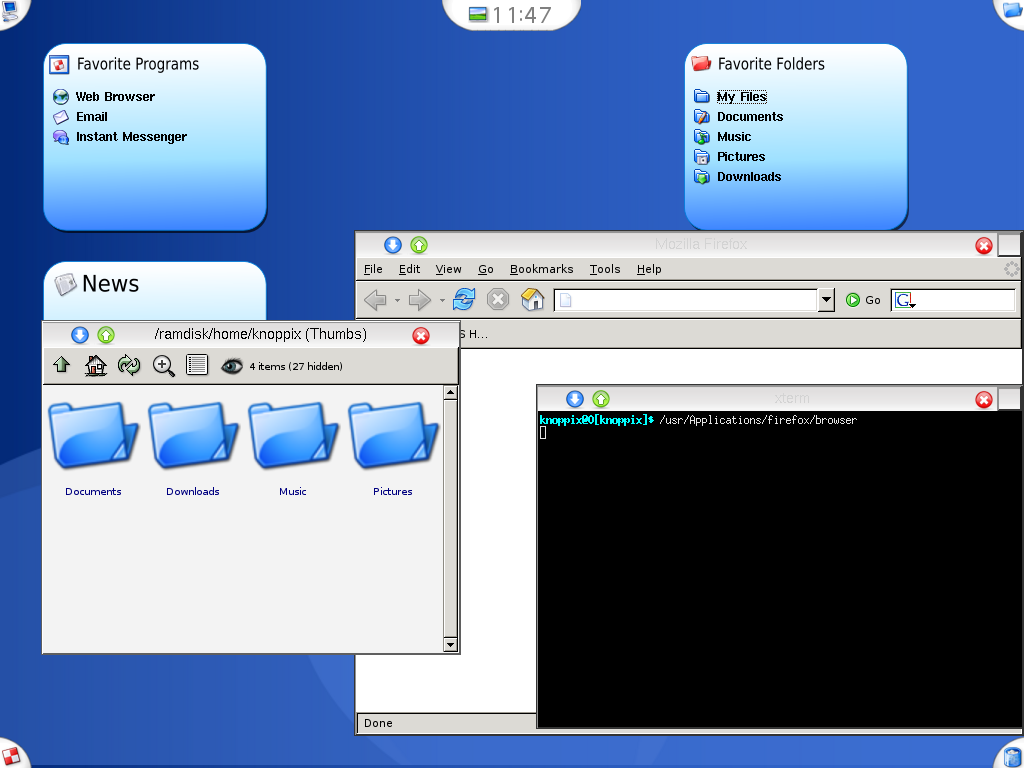
A Mezzo grafikus felülete

A Mezzo egy grafikus felhasználói felület, amelyet Jason Spisak készített a Symphony OS operációs rendszerhez.
Ezen grafikus felület lényege, hogy az asztalon a felhasználó megkapjon minden információt számítógépe működéséről. Így tehát egy kattintással elérhetők a rendszerfájlok, a programok vagy akár a kuka is.
Korábban ez a felület csak Symphony OS alatt volt elérhető. Ma már .deb fájlban bármilyen Debian alapú rendszer alatt futtatható.

## Külső hivatkozások
- Hogyan telepítsük a Mezzót Ubuntura?